# Souillac (Mauritius)
Souillac è una cittadina della costa meridionale di Mauritius nonché il capoluogo del Distretto di Savanne. Ha una popolazione di 4 154 abitanti (Census 2000).

## Storia
Fu chiamata Port Souillac, durante il colonialismo francese, in onore del Visconte François de Souillac, governatore dell'isola dal 1779 al 1787, che costruì il porto (e di conseguenza nacque l'abitato) nel 1787 per il trasporto dei prodotti agricoli verso Port Louis, in un tratto della costa senza barriera corallina.
Durante il periodo inglese, venne chiamata semplicemente Souillac.

## Monumenti e luoghi d'interesse
- Batelage, l'antico porto cittadino.
- La Nef, casa-museo in mattoni di corallo, del poeta mauriziano Robert Edward Hart.
- Gris Gris, suggestiva scogliera priva di barriera corallina, da cui, infrangendosi le onde marine, si odono suoni acuti simili a grida.